# Bahnstrecke Georgenthal–Tambach-Dietharz
| |                         |                            |                           |
| Streckennummer: | 6729                    |                            |                           |
| Kursbuchstrecke: | 160b (1934) 189f (1944) |                            |                           |
| Streckenlänge: | 6,22 km                 |                            |                           |
| Spurweite: | 1435 mm (Normalspur)    |                            |                           |
| |                         |                            |                           |
| \| \| \| von Gotha \| \| \| \| \| von Fröttstädt \| \| \| \| 0,0 \| Georgenthal \| 375 m \| \| \| \| nach Gräfenroda \| \| \| \| 1,7 \| Georgenthal Ort \| 385 m \| \| \| 3,2 \| Rodebachsmühle \| 402 m \| \| \| \| Lohmühle (neu, für Museum) \| 419 m \| \| \| \| Anschluss Schotterwerk \| \| \| \| \| Anschluss Schraubenfabrik \| \| \| \| 6,2 \| Tambach-Dietharz \| 433 m \| |                         |                            |                           |
| Strecke |                         | von Gotha                  | von Gotha                 |
| Abzweig geradeaus und ehemals von rechts |                         | von Fröttstädt             | von Fröttstädt            |
| Bahnhof | 0,0                     | Georgenthal                | 375 m                     |
| Abzweig ehemals geradeaus und nach links |                         | nach Gräfenroda            | nach Gräfenroda           |
| Haltepunkt / Haltestelle (Strecke außer Betrieb) | 1,7                     | Georgenthal Ort            | 385 m                     |
| Haltepunkt / Haltestelle (Strecke außer Betrieb) | 3,2                     | Rodebachsmühle             | 402 m                     |
| Bahnhof (Strecke außer Betrieb) |                         | Lohmühle (neu, für Museum) | 419 m                     |
| Abzweig geradeaus und von links (Strecke außer Betrieb) |                         | Anschluss Schotterwerk     | Anschluss Schotterwerk    |
| Abzweig geradeaus und nach rechts (Strecke außer Betrieb) |                         | Anschluss Schraubenfabrik  | Anschluss Schraubenfabrik |
| Kopfbahnhof Streckenende (Strecke außer Betrieb) | 6,2                     | Tambach-Dietharz           | 433 m                     |

Die Bahnstrecke Georgenthal–Tambach-Dietharz (auch Hirzbergbahn) war eine Nebenbahn in Thüringen. Sie zweigte in Georgenthal von der Bahnstrecke Gotha–Gräfenroda ab und führte nach Tambach-Dietharz im Thüringer Wald.

## Geschichte
Am 19. Dezember 1892 wurde die Bahnstrecke eröffnet. Am 1. September 1969 wurde der Personenverkehr eingestellt und die Infrastruktur im Rahmen der Zentralen Oberbauerneuerung der Deutschen Reichsbahn (ZOE) komplett mit altbrauchbarem Material saniert. Der Güterverkehr für einen Gashändler, das Schotterwerk Nesselgrund, das Schraubenwerk Tambach und die Firma Geigertechnik (Kunststoffprodukte, heute Automobilzulieferer) blieb danach weiterhin erhalten. Der Reiseverkehr sollte 1977 wieder aufgenommen werden; auch auf den Fahrplanaushängen des Kraftverkehrs wurde bereits bekanntgegeben, dass die Deutsche Reichsbahn die Leistungen zwischen Georgenthal und Tambach-Dietharz übernehmen würde. Trotzdem kam es nicht dazu, der Busbetrieb blieb bestehen.
Aufgrund des schlechten Streckenzustandes wurde durch die DB Cargo der Güterverkehr zum Ende des Jahres 1995 eingestellt. Die letzten Wagen wurden am 27. Dezember 1995 in Tambach-Dietharz abgeholt. Die Strecke wurde seitdem nicht mehr unterhalten.

## Museumsbahn
Im Dezember 1993 wurde die Interessengemeinschaft Hirzbergbahn Georgenthal-Tambach (IGHB) gegründet. 1997 begann der Verein eine Zusammenarbeit mit dem Betreiber des direkt an der Strecke gelegenen Lohmühlenmuseums. Es sollte versucht werden, auf der Bahnstrecke einen Museumsbahnbetrieb einzurichten.
Bis 2006 dauerten die 1998 begonnenen Verhandlungen zur Übernahme der Strecke durch den Verein. Zwischenzeitlich waren die Stadt Tambach-Dietharz und die Gemeinde Georgenthal in die Verhandlungen eingestiegen. Die Strecke ist inzwischen ins Eigentum der Gemeinden übergegangen. Der Museumsbahnbetrieb sollte nun nur noch zwischen Georgenthal und Georgenthal-Ort stattfinden. Die restliche Strecke wurde entwidmet. Dort ist ein Radweg entstanden.
Der Bahnhof Tambach-Dietharz wurde bereits zum großen Teil bebaut.
Die IGHB besitzt Regelspur- und Schmalspurfahrzeuge sowie Ausrüstungsgegenstände der Eisenbahn. Sie veranstaltet Ausstellungen und beteiligt sich an Veranstaltungen und Aktionen anderer Vereine. Die im Bereich Lohmühle ausgestellte Dampflok der DR-Baureihe 52.80 wurde im Juli 2018 vor Ort verschrottet.

Betriebsstellen 2018
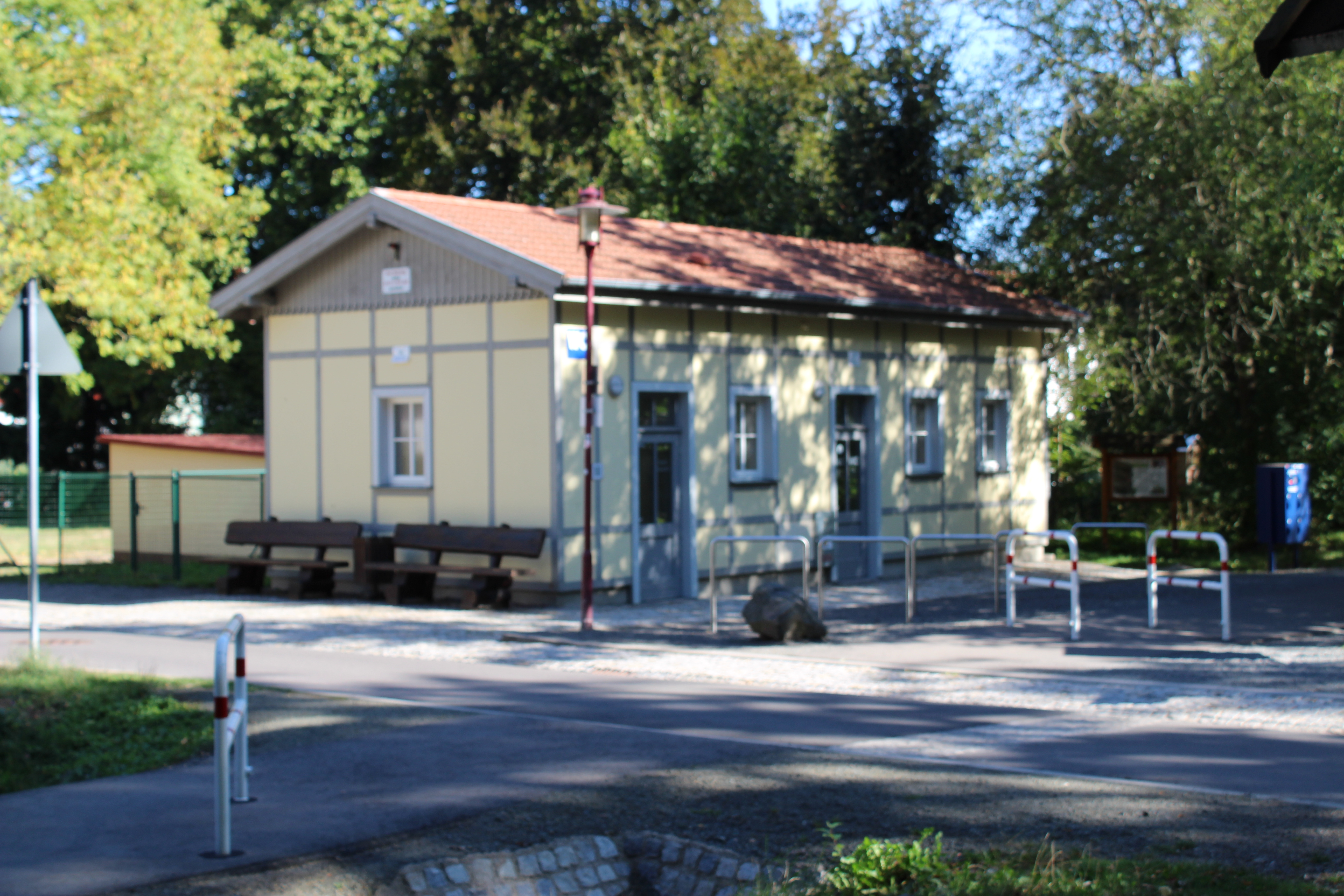
Haltepunkt Georgenthal Ort
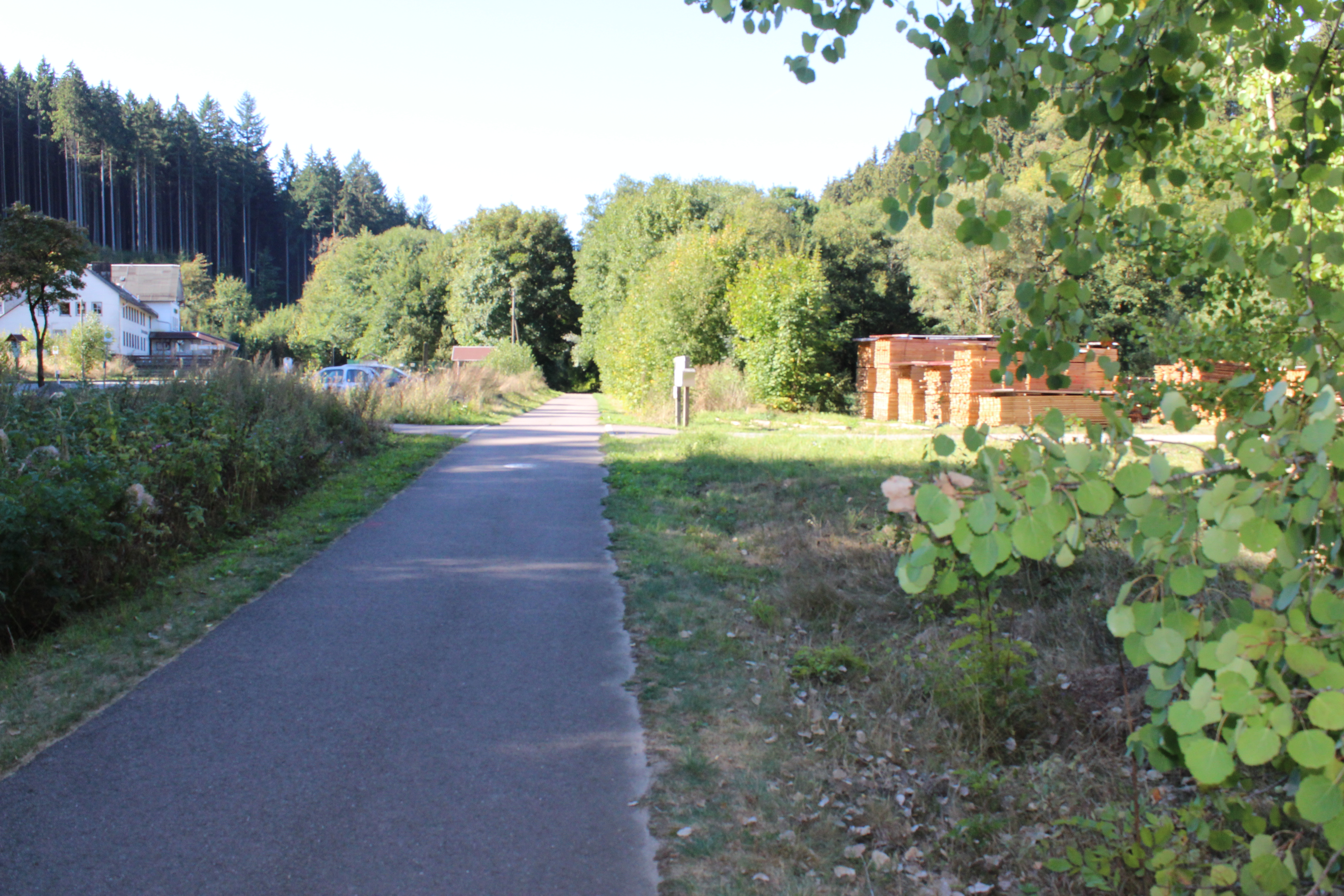
Haltepunkt Rodebachmühle Lage
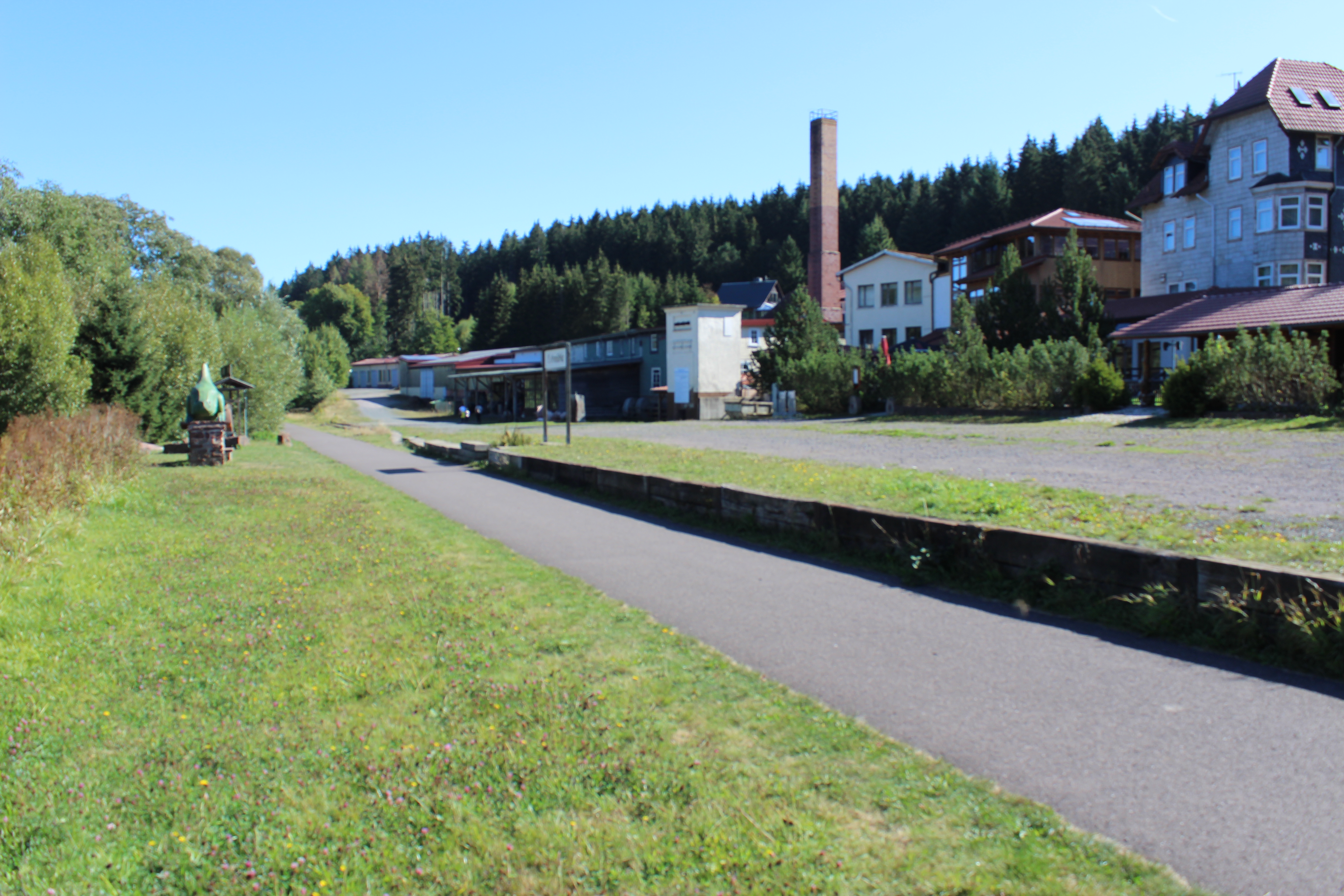
Bahnhof Lohmühle
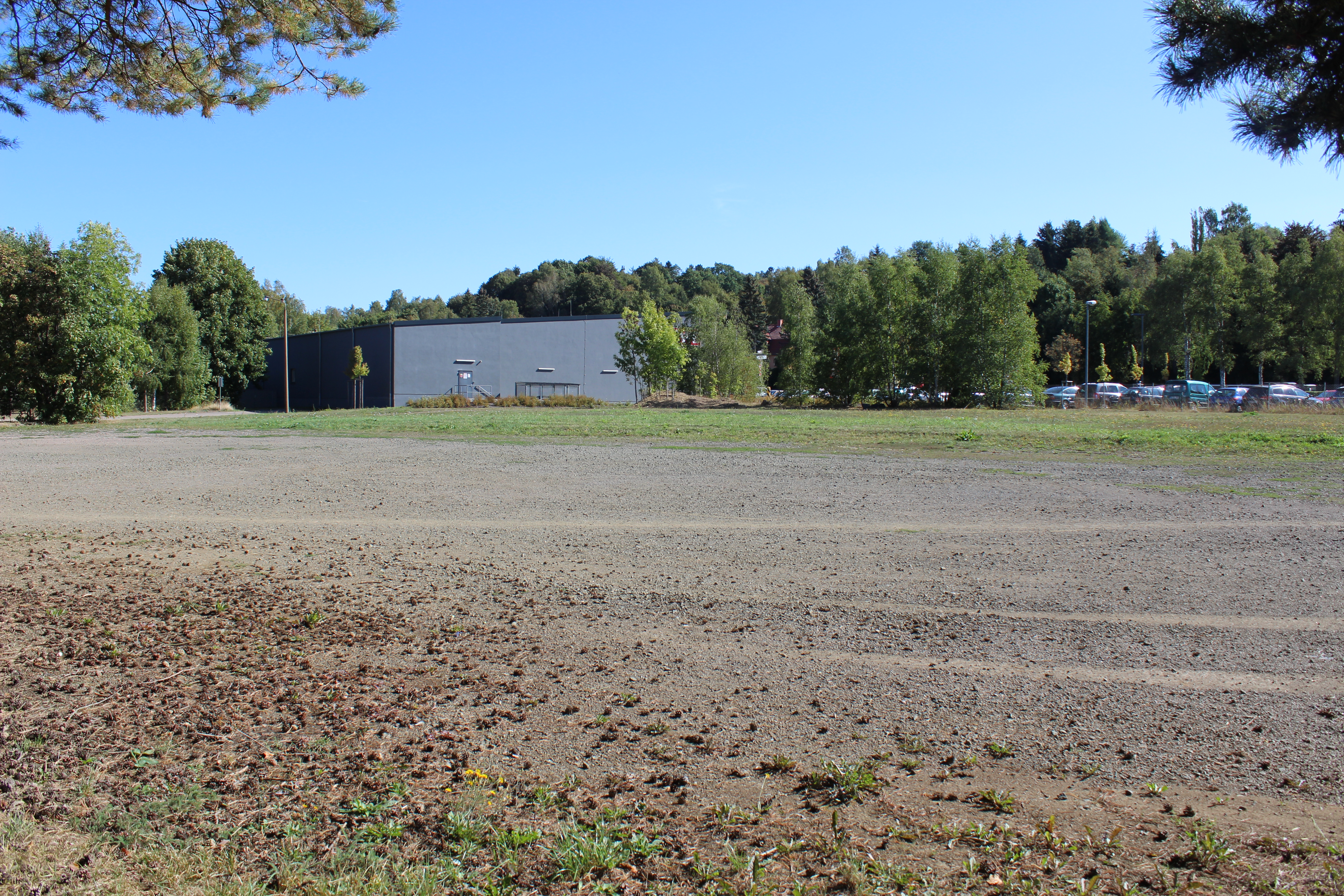
Bahnhof Tambach-Dietharz